# Tro-Bro Léon 2014
Il Tro-Bro Léon 2014, trentunesima edizione della corsa e valida come evento dell'UCI Europe Tour 2014 categoria 1.1, si svolse il 20 aprile 2014 su un percorso totale di circa 202,9 km. Fu vinto dal francese Adrien Petit che terminò la gara in 4h56'15", alla media di 41,09 km/h.
Al traguardo 56 ciclisti portarono a termine il percorso.

## Squadre e corridori partecipanti
| N.    | Cod. | Squadra                      |
| ----- | ---- | ---------------------------- |
| 1-8   | FDJ  | FDJ.fr                       |
| 11-18 | ALM  | AG2R La Mondiale             |
| 21-28 | EUC  | Team Europcar                |
| 31-38 | BSE  | Bretagne-Séché Environnement |
| 41-48 | COF  | Cofidis, Solutions Credits   |
| 51-58 | IAM  | IAM Cycling                  |
| 61-68 | TSV  | Topsport Vlaanderen-Baloise  |
| 71-78 | WGG  | Wanty-Groupe Gobert          |

| N.      | Cod. | Squadra                   |
| ------- | ---- | ------------------------- |
| 81-88   | MTN  | MTN-Qhubeka               |
| 91-98   | BIG  | BigMat-Auber 93           |
| 101-108 | LPM  | La Pomme Marseille 13     |
| 111-118 | RLM  | Roubaix-Lille Metropole   |
| 121-128 | VER  | Veranclassic-Doltcini     |
| 131-138 | WBC  | Wallonie-Bruxelles        |
| 141-148 | RDT  | Rabobank Development Team |

## Ordine d'arrivo (Top 10)
| Pos. | Corridore           | Squadra       | Tempo    |
| ---- | ------------------- | ------------- | -------- |
| 1    | Adrien Petit        | Cofidis       | 4h56'15" |
| 2    | Flavien Dassonville | BigMat-Auber  | a 3"     |
| 3    | Cédric Pineau       | FDJ.fr        | a 27"    |
| 4    | Pierre-Luc Périchon | Bretagne      | a 31"    |
| 5    | Benoît Jarrier      | Bretagne      | a 41"    |
| 6    | Bert-Jan Lindeman   | Rabobank Dev. | s.t.     |
| 7    | Sébastien Turgot    | AG2R La Mon.  | s.t.     |
| 8    | Vincent Jérôme      | Europcar      | s.t.     |
| 9    | Guillaume Levarlet  | Cofidis       | s.t.     |
| 10   | Erwann Corbel       | Bretagne      | a 44"    |